# Amarhadžy Mahamedaŭ
Amarhadžy Abdulhadžyevič Mahamedaŭ (in bielorusso Амаргаджы Абдулгаджыевіч Магамедаў?, Amarhadży Abdułhadżyjewicz Mahamiedau; Makhachkala, 12 aprile 1990) è un lottatore bielorusso, specializzato nella lotta libera.

## Biografia
È allenato da Valentin Mursinkov dal 2007.
Ha rappresentato la Bielorussia ai Giochi olimpici estivi di Rio de Janeiro 2016, terminando al nono posto in classifica nel torneo della lotta libera, categoria fino a 86 chilogrammi.
Ai campionati europei di Roma 2020 ha vinto la medaglia di bronzo nel torneo degli -92 chilogrammi.

## Palmarès
- Europei

Roma 2020: bronzo nei -92 kg.